# Xlapak
Xlapak (más írásmóddal Xlapac vagy Xlabpak, kiejtése körülbelül: slapak, a második szótagon levő hangsúllyal) egy maja régészeti lelőhely délkelet-Mexikóban, Yucatán államban. Neve a maja nyelvből származik, jelentése „öreg fal(ak)”.

## Leírás
Xlapak a Yucatán-félsziget és azon belül Yucatán állam nyugati részén, Oxkutzcab község területén található őserdővel teljesen körülvéve. Közelében több maja lelőhely is található: északnyugatra Kabáh, nyugatra Sayil, keletre pedig Labná.
A település fénykorát a késői klasszikus korban és utána, 800 és 1000 között élte. Ekkor környéke igen sűrűn lakott volt, köszönhetően annak, hogy például a kialakított chultúnok segítségével hatékony földművelésre volt lehetőség, illetve annak, hogy a sóban, mézben, tollakban, viaszban és gyapotban bővelkedő környék élénk kereskedelmet folytatott ezen termékekkel a távolabbi régiókkal. Xlapak mégsem töltött be központi szerepet, hanem egy nagyobb központ alárendeltje volt, az pedig Uxmal alá tartozott.
Magából a városból kevés épület maradt meg. Egyik épületcsoportjában azonban jó állapotban fennmaradt az úgynevezett Palota, amelyet az egész Puuc régió egyik legszebb épületének tartanak. Főhomlokzatán három bejárat található, felső részén pedig Chaac isten kőmaszkjai érdemelnek figyelmet: ezekből középen és a lekerekített sarkokon is három-három található egymás fölött.

## Képek

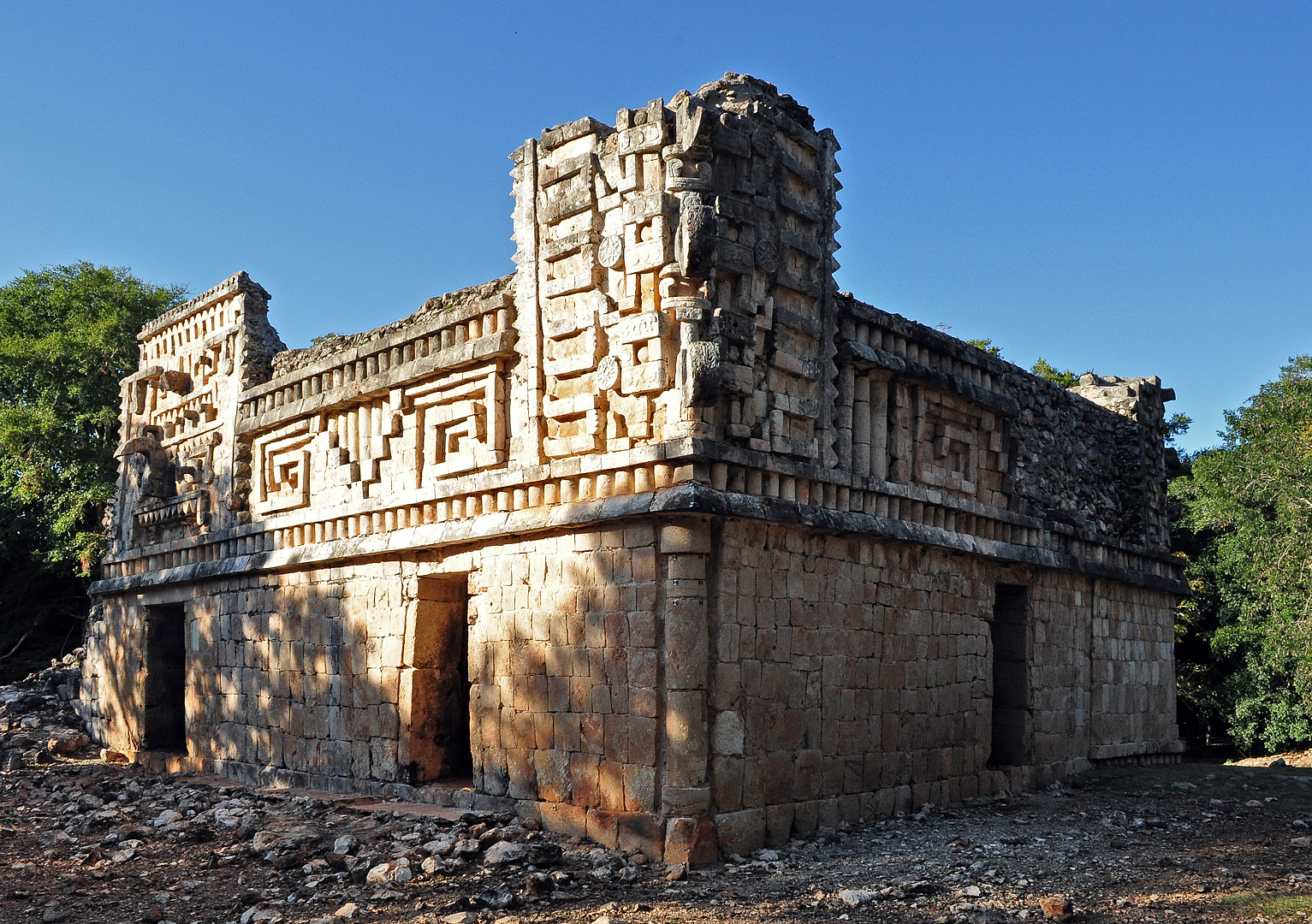
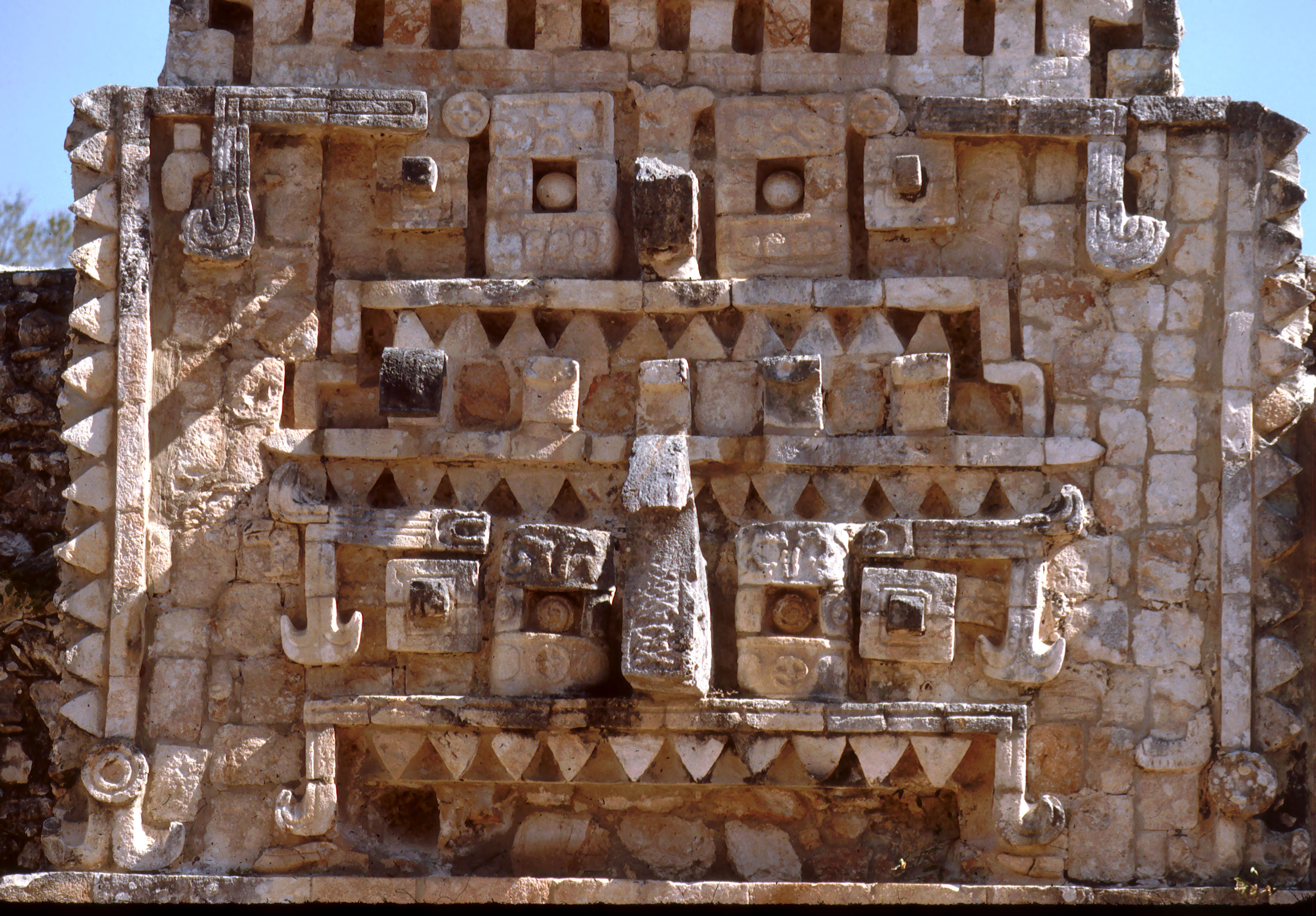
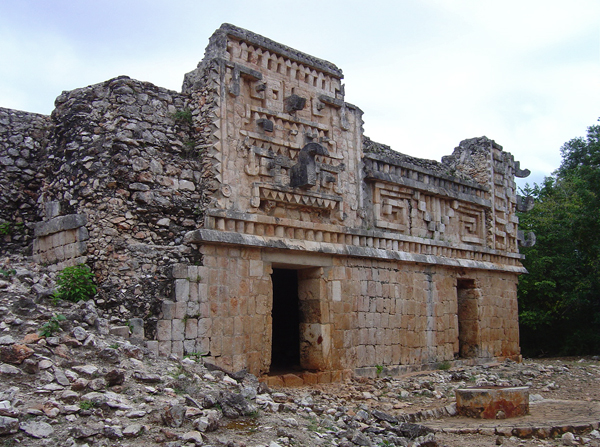